# آندر کرنشاو
آندر کرنشاو (انگلیسی: Ander Crenshaw؛ زاده ۱ سپتامبر ۱۹۴۴) نمایندهٔ حوزه انتخابیه چهارم فلوریدا از جمهوری‌خواه در مجلس نمایندگان ایالات متحده آمریکا است که برای نخستین‌بار در ۶ ژانویه ۲۰۰۱ میلادی به‌عضویت این مجلس درآمد.